# Kangaba (Kreis)

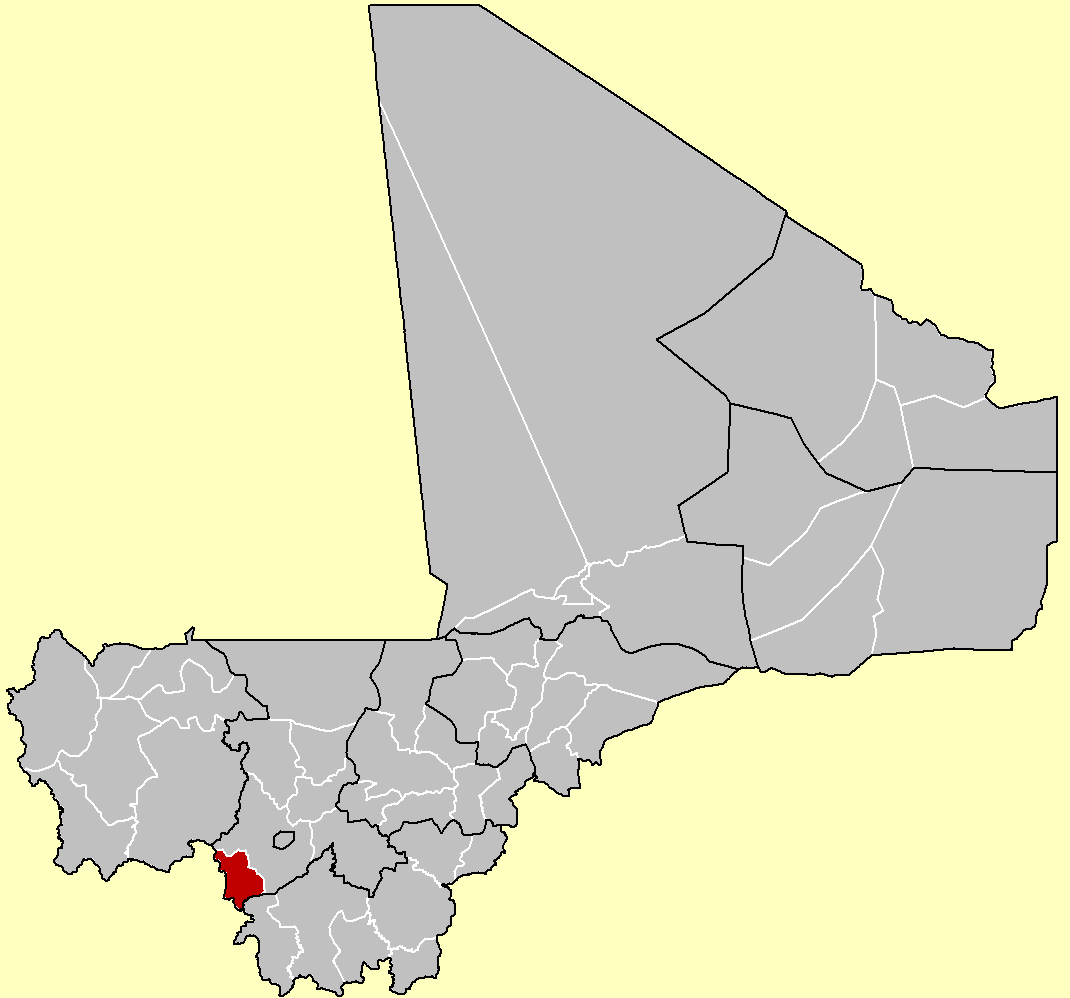
Kreis Kangaba

Kangaba ist der Name eines Kreises (franz. cercle de Kangaba) in der Region Koulikoro in Mali.
Der Kreis teilt sich in neun Gemeinden, die Einwohnerzahl betrug beim Zensus 2009 100.720 Einwohner.
Gemeinden: Kangaba (Hauptort), Balan Bakaman, Benkadi, Kaniogo, Karan, Maramandougou, Minidian, Naréna, Nouga, Séléfougou. 

## Geschichte
Im Januar 2024 starben im Kreis Kangaba mehr als 70 Menschen durch eine eingestürzte Goldmine.